# 시메옹 드니 푸아송
시메옹 드니 푸아송(프랑스어: Siméon Denis Poisson, IPA: [simeõ dəni pwasõ], 1781년 6월 21일~1840년 4월 25일)은 프랑스의 수학자이자 물리학자이다.

## 생애
1781년 6월 21일 프랑스 루아레주 피티비에(프랑스어: Pithiviers)에서 태어났다. 아버지 시메옹 푸아송(프랑스어: Siméon Poisson)은 군인이었다.
1798년에 에콜 폴리테크니크에 입학하였다. 졸업 후 바로 에콜 폴리테크니크의 조교(프랑스어: répétiteur)가 되었고, 1802년에 조교수(프랑스어: professeur suppléant), 1806년에 정교수가 되었다. 1808년에 경도 연구소(프랑스어: Bureau des Longitudes)에 부임하였고, 1809년에 파리 대학교 교수가 되었다. 1817년에 낭시 드 바르디(프랑스어: Nancy de Bardi)와 결혼하였고, 네 명의 자녀를 두었다.
1818년에 왕립 학회 외국인 회원이 되었고, 1821년에 루이 18세로부터 남작 작위를 수여받았다.
1840년에 오드센주 소(프랑스어: Sceaux)에서 사망하였다. 푸아송은 에펠탑에 이름이 새겨진 72인의 과학자 가운데 하나이다.

## 업적
푸아송은 유체와 탄성 역학에 대한 푸아송의 방정식·푸아송의 법칙·탄성 물질에 관한 푸아송의 비율 등으로 크게 이바지하였다. 또한 순수 수학의 분야에서도 정적분·푸리에 급수·변분법·확률론 등에 중요한 업적을 남겼다.

## 저서
푸아송은 수많은 저서와 논문을 남겼다. 주된 저서로는 다음이 있다.
- (1811) 《역학》(프랑스어: Traité de mécanique), 총 2권
- (1831) 《모세관 현상의 새로운 이론》(프랑스어: Nouvelle théorie de l'action capillaire)
- (1835) 《열의 수학적 이론》(프랑스어: Théorie mathématique de la chaleur)
- (1837) 《형법과 민법의 판결에서의 확률에 대한 연구》(프랑스어: Recherches sur la probabilité des jugements en matières criminelles et matière civile)

## 같이 보기
- 해밀턴-야코비 방정식

## 참고 문헌
- O’Connor, John J.; Robertson, Edmund F. (2002년 8월). “Siméon Denis Poisson”. 《MacTutor History of Mathematics Archive》 (영어). 세인트앤드루스 대학교.
- “Simeon Denis Poisson”. 《수학 계보 프로젝트》 (영어). 미국 수학회.